# Wally Monson
Walter George „Wally“ Monson (* 29. November 1908 in Winnipeg, Manitoba; † 9. Januar 1988 ebenda) war ein kanadischer Eishockeyspieler und -trainer. Bei den Olympischen Winterspielen 1932 gewann er als Mitglied der kanadischen Nationalmannschaft die Goldmedaille.

## Karriere
Wally Monson begann seine Karriere als Eishockeyspieler bei den Elmwood Millionaires. In der Saison 1930/31 spielte er für die Selkirk Fishermen. Dort konnte der Stürmer als Torschütze überzeugen, woraufhin er mit dem Winnipeg Hockey Club 1932 an den Olympischen Winterspielen teilnahm. Nach dem Turnier kehrte er für ein Jahr zu den Selkirk Fishermen zurück. Später lief er zudem für die St. John Beavers in der Maritime Hockey League sowie für die Pittsburgh Yellow Jackets aus der Eastern Amateur Hockey League auf.
Von 1936 bis 1940 spielte Monson in Großbritannien für die Harringay Racers aus der English National League. In den vier Jahren erzielte er in offiziellen Wettkämpfen 56 Tore und 86 Assists für Harringay. Später war er für die Briten auch als Assistenztrainer tätig. Nach dem Zweiten Weltkrieg kehrte er in seine kanadische Heimat zurück, in der er als Cheftrainer die Canadian Ukrainian Athletic Club Blues und die Winnipeg Monarchs aus der Manitoba Junior Hockey League betreute. Mit den Monarchs gewann er 1946 als Trainer den Memorial Cup. Im Jahr 1955 wurde der Kanadier in die British Ice Hockey Hall of Fame aufgenommen.

### International
Für Kanada nahm Monson an den Olympischen Winterspielen 1932 in Lake Placid teil, bei denen er mit seiner Mannschaft die Goldmedaille gewann.

## Erfolge und Auszeichnungen
- 1932 Goldmedaille bei den Olympischen Winterspielen
- 1946 Memorial-Cup-Gewinn mit den Winnipeg Monarchs (als Trainer)
- 1955 Aufnahme in die British Ice Hockey Hall of Fame